# 21st Century Breakdown
21st Century Breakdown je osmé album americké punk rockové kapely Green Day, vyšlo 15. května 2009. Je rozděleno do tří částí: Heroes and Cons, Charlatants and Saints a Horseshoes and Handgrenades. Album produkoval Butch Vig a začali na něm pracovat už v lednu 2006. Do října 2007 napsal frontman kapely Billie Joe Armstrong 45 písní, z nichž vzešlo finálních osmnáct.

## Koncept alba
V albu se vyskytují dvě postavy: Gloria a Christian. Album má poukazovat na celosvětové (globální) problémy současného světa.

## Seznam písní
1. Song of the Century (00:58)

Část I.: Heroes and Cons
1. 21st Century Breakdown (05:09)
2. Know Your Enemy (03:10)
3. ¡Viva La Gloria! (03:30)
4. Before The Lobotomy (04:38)
5. Christian's Inferno (03:08)
6. Last Night On Earth (03:53)

Část II.: Charlatans and Saints'
1. East Jesus Nowhere (04:35)
2. Peacemaker (03:24)
3. Last of the American Girls (03:51)
4. Murder City (02:55)
5. ¿Viva La Gloria? (Little Girl) (03:49)
6. Restless Heart Syndrome (04:18)

Část III.: Horseshoes and Handgrenades
1. Horseshoes and Handgrenades (03:14)
2. The Static Age (04:17)
3. 21 Guns (05:21)
4. American Eulogy (04:26)
5. See the Light (04:10)

## Členové
Green Day
1. Billie Joe Armstrong - zpěv,kytara
2. Mike Dirnt - basová kytara,2. hlas a vokály
3. Tré Cool - bicí, výjimečně zpěv

Další hudebníci
1. Jason White - kytara, doprovodný zpěv
2. Jason Freese - piano,saxofon
3. Tom Kitt - aranžmá strunných nástrojů
4. Patrick Warren – doprovodné strunné nástroje